# Кирбалтабайський сільський округ
Кирбалтаба́йський сільський округ (каз. Қырбалтабай ауылдық округі, рос. Кырбалтабайский сельский округ) — адміністративна одиниця у складі Єнбекшиказахського району Алматинської області Казахстану. Адміністративний центр — село Кирбалтабай.
Населення — 3242 особи (2021; 4998 у 2009, 3192 у 1999, 3315 у 1989).
Станом на 1989 рік існувала Кирбалтабайська сільська рада (села Акжал, Кирбалтабай, Єкпінді, Кайнар, Кербулак, Шалкар).

## Склад
До складу округу входять такі населені пункти:
| Населений пункт   | Населення, осіб (1989) | Населення, осіб (1999) | Населення, осіб (2009) | Населення, осіб (2021) |
| ----------------- | ---------------------- | ---------------------- | ---------------------- | ---------------------- |
| Акжал, село       | 367                    | 313                    | 416                    | 249                    |
| Єкпінді, село     | 489                    | 546                    | 572                    | 522                    |
| Кайнар, село      | 277                    | 235                    | 267                    | 202                    |
| Кербулак, село    | 216                    | -                      | -                      | -                      |
| Кирбалтабай, село | 1758                   | 1778                   | 3466                   | 2074                   |
| Шалкар, село      | 208                    | 320                    | 277                    | 195                    |